# جان کوربت (هنرپیشه)
جان جوزف کوربت جونیور (انگلیسی: John Joseph Corbett, Jr.؛ زاده ۹ مهٔ ۱۹۶۱) بازیگر اهل ایالات متحده آمریکا است. وی از سال ۱۹۸۷ میلادی تاکنون مشغول فعالیت بوده‌است.
از فیلم‌هایی که وی در آن نقش داشته‌است، می‌توان به تقدیم به همه پسرانی که عاشقشان بودم، تقدیم به همه پسران ۲، تقدیم به همه پسران ۳، دشت سوزان، رامونا و بیزوس، بزرگ کردن هلن، الویس ساختمان را ترک کرد، صدایت را ببر بالا، بزرگ‌تر از آسمان، بلوز زنگ عروسی، سرزمین رؤیایی، دوست‌پسر مرده من، کودک حمل می‌شود و آتشفشان اشاره کرد.